# Округ Ричардсон (Небраска)
Округ Ричардсон (енгл. Richardson County) је округ у америчкој савезној држави Небраска.

## Демографија
По попису из 2010. године број становника је 8.363, што је 1.168 (-12,3%) становника мање него 2000. године.
| Група             | 2000.         | 2010.         |
| Белци             | 9.062 (95,1%) | 7.830 (93,6%) |
| Афроамериканци    | 18 (0,2%)     | 15 (0,2%)     |
| Азијати           | 14 (0,1%)     | 27 (0,3%)     |
| Хиспаноамериканци | 100 (1,0%)    | 112 (1,3%)    |
| Укупно            | 9.531         | 8.363         |